# Agrostis hissarica
Agrostis hissarica là một loài thực vật có hoa trong họ Hòa thảo. Loài này được Roshev. mô tả khoa học đầu tiên năm 1915.